# Eucinetidae

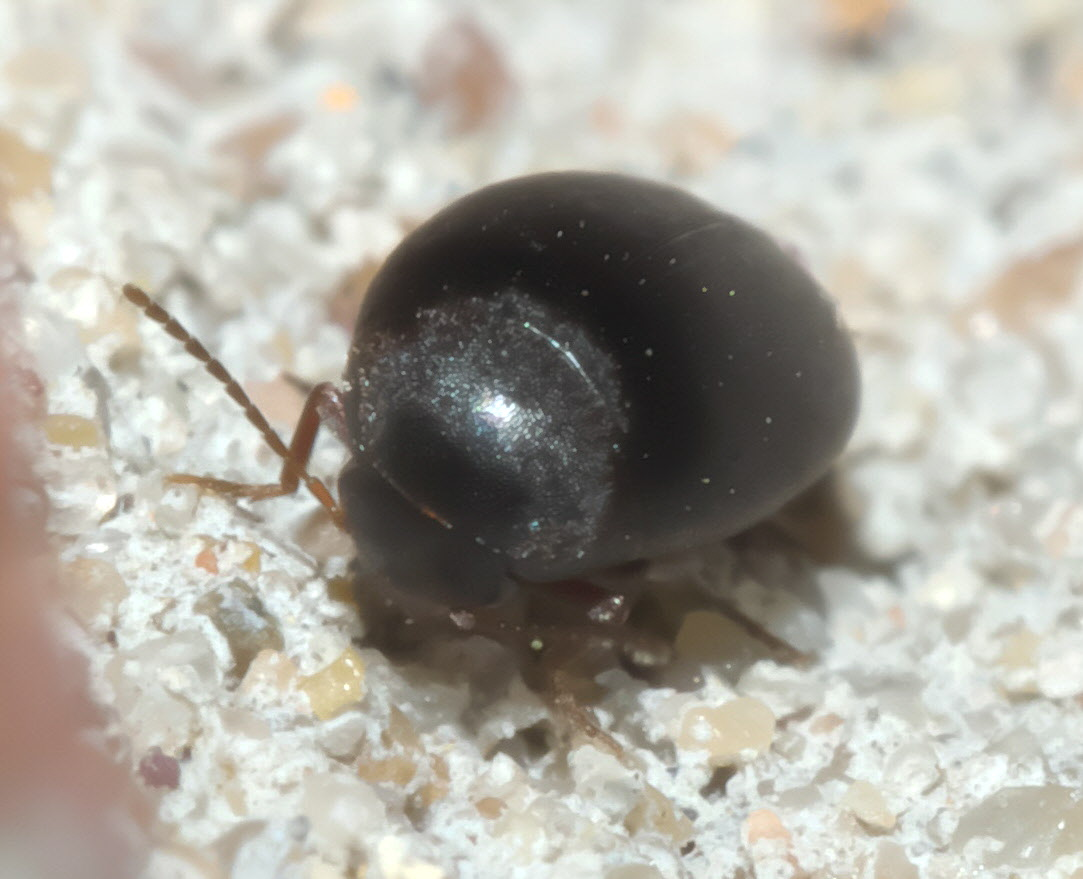
Eucinetus terminalis

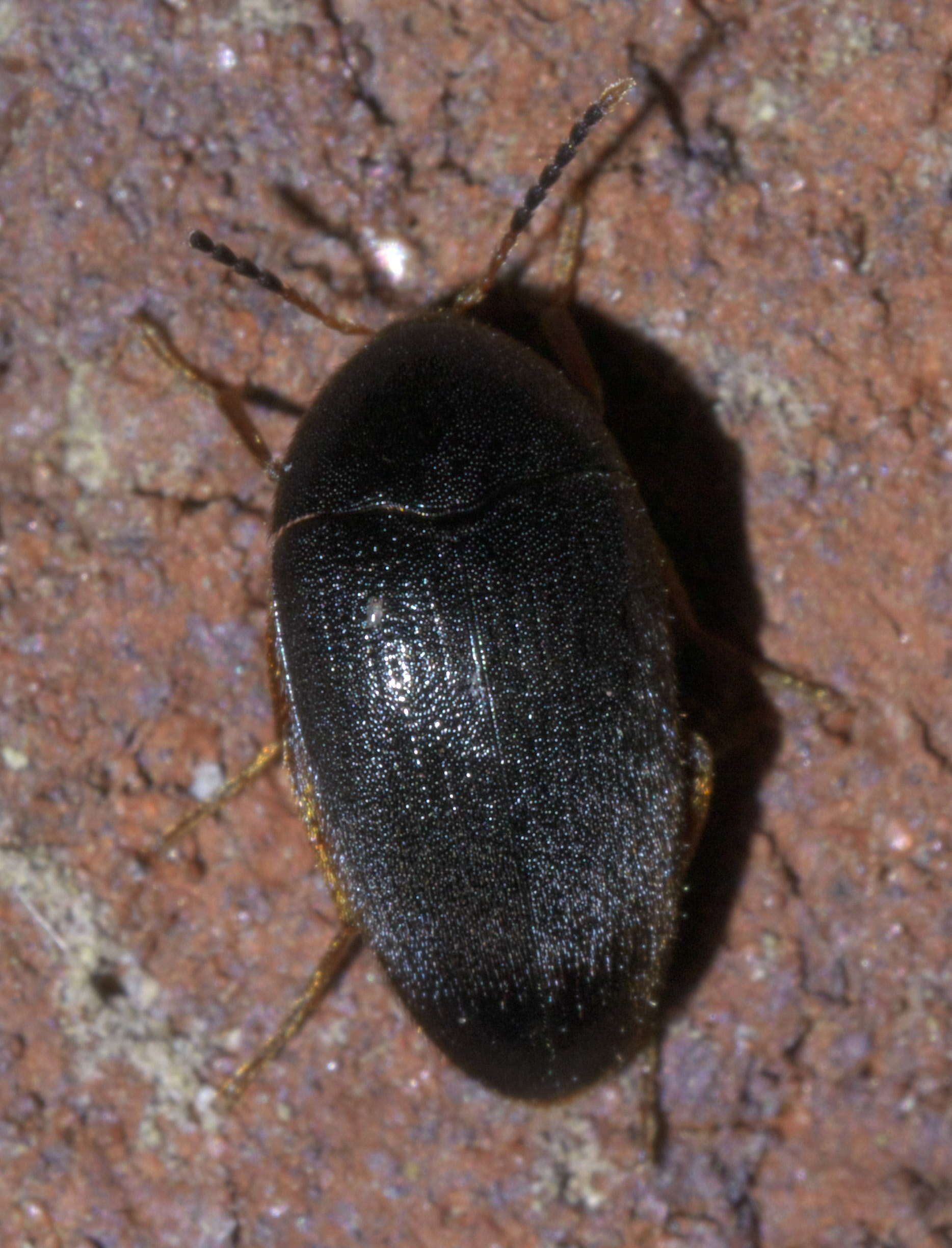
Eucinetus morio

Eucinetidae es una familia de insectos del orden Coleoptera (escarabajos).
Se destacan por sus placas coxídeas que cubren gran parte de la región ventral del primer segmento del abdomen. La familia es relativamente pequeña, con unas 50 especies distribuidas en 11 géneros, con una distribución que abarca todos los continentes; son más diversos en Asia.
Los adultos por lo general tienen forma elíptica, midiendo entre 0.8 a 4.0 mm de largo, y son de color negro o marrón. La cabeza es pequeña e inclinada hacia abajo.
Habitan en detritos o cortezas de árboles recubiertas de hongos donde tanto los adultos como las larvas se alimentan de varias variedades de hongos.

## Géneros
Los siguientes 12 géneros pertenecen a la familia Eucinetidae:
- Bisaya
- Eucilodes Vit, 1985 g
- Eucinetella
- Eucinetus Germar, 1818 i c g b
- Euscaphurus Casey, 1885 i c g b
- Jentozkus Vít, 1977 i c g
- Mesocinetus Ponomarenko, 1986 g
- Noteucinetus Bullians & Leschen, 2005 g
- Nycteus Latreille, 1829 i c g b
- Peltocoleops Ponomarenko, 1990 g
- Subulistomella Sakai, 1980 g
- Tohlezkus Vít, 1977 i c g b

Fuentes de información: i = ITIS, c = Catalogue of Life, g = GBIF, b = Bugguide.net